# Akpro-Missérété
Akpro-Missérété est une commune et une ville du sud-est du Bénin, préfecture du département de Ouémé.

## Géographie
Akpro-Missérété est située sur une zone de marécages et de bas-fond où subsistent des îlots forestiers et palmeraies naturelles. Quatre rivières, totalisant 10 km, traversent la commune.
Les arrondissements sont Akpro-Missérété, Gomè-Sota, Katagon, Vakon et Zoungbomè.

## Histoire
Le Maire de la commune élu depuis 2020 est Joseph G. HOUNKANRIN. Son mandat court jusqu'en 2026.

## Démographie
Lors du recensement de 2013 (RGPH-4), la commune comptait 127 249 habitants.

## Sports

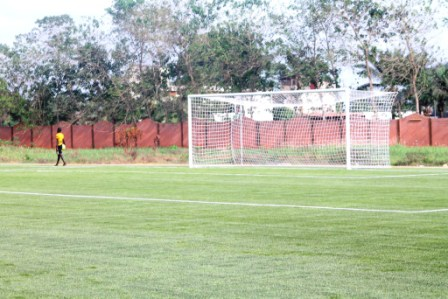
Stade municipal de Missérété